# Pihlajavesi
Pihlajavesi est une ancienne municipalité de Finlande centrale, regroupée avec Keuruu en 1969.

## Description
La cité se trouve à 21 km de Keuruu, 312 km d'Helsinki. Il y avait 2 330 âmes dans les années 1950, montant jusqu'à 2 500 en 1962, mais un fort déclin l'amena à moins de 500 dans les années 2000. C'est actuellement une ville qui voit sa population doubler en été.

## Tourisme
Il est possible de louer des châlets. Il y a trois églises (église de 1780, église bateau et la nouvelle église de 1870 (fi)), un musée. Pihlajavesi bénéficie de sa situation sur le bord du lac éponyme pour la baignade et la pêche.

## Galerie

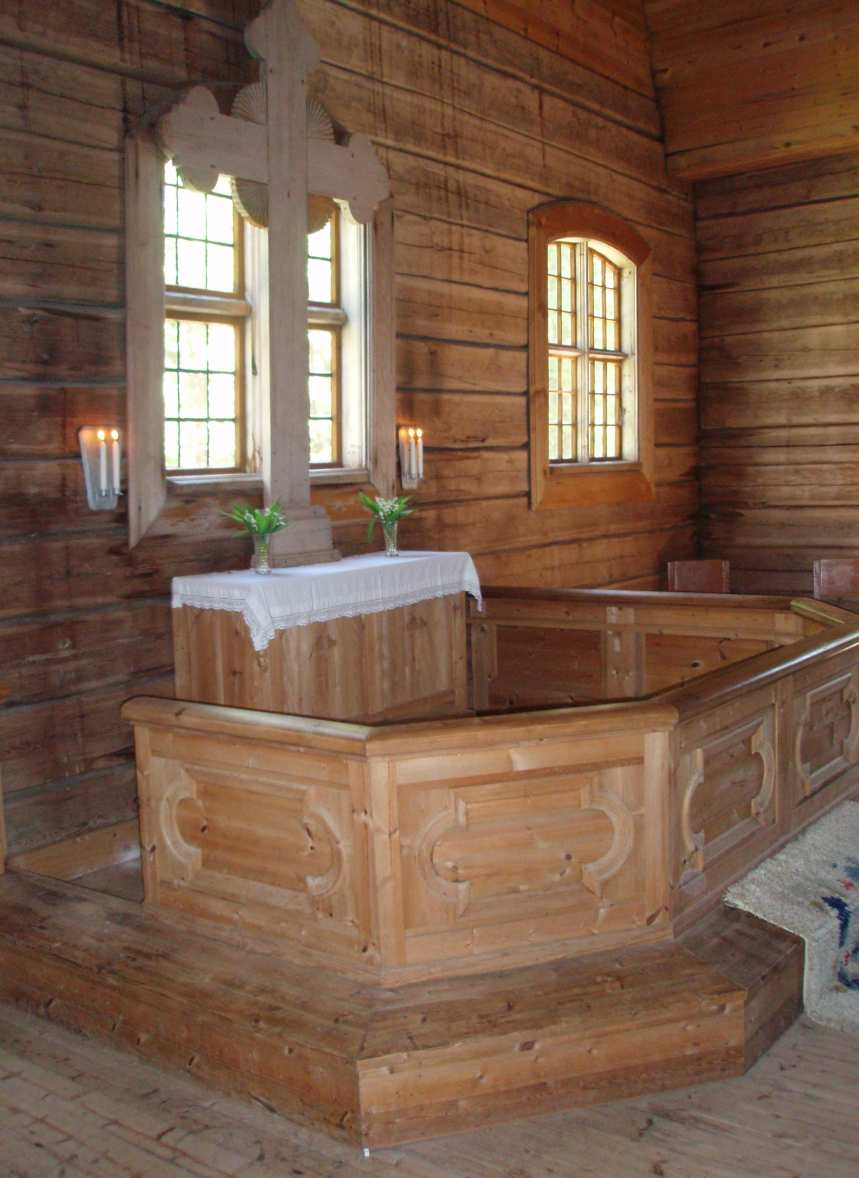
Ancienne église de Pihlajavesi.
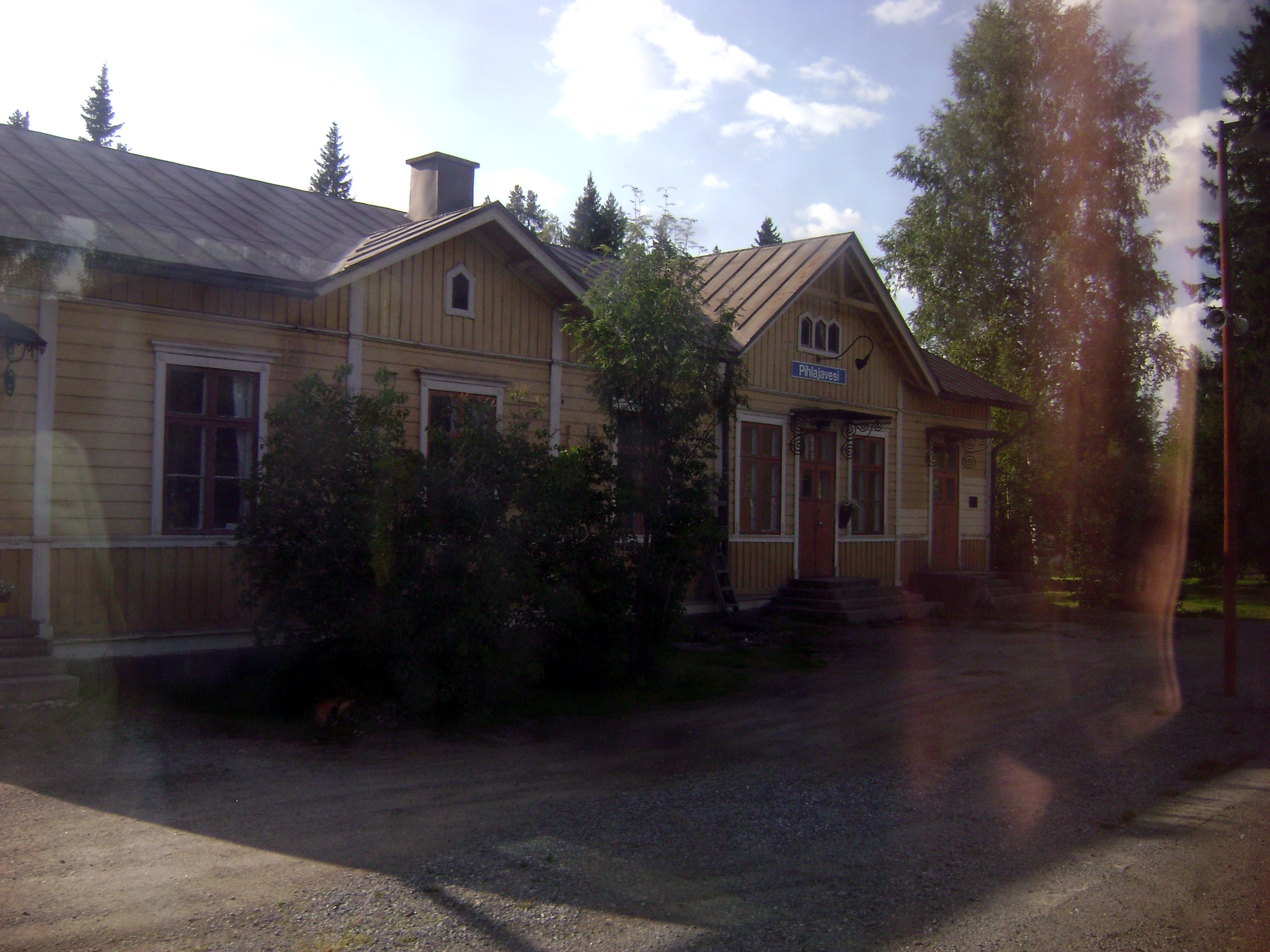
Gare de Pihlajavesi (fi)

## Personnalités
- Heikki Nurmio, militaire finlandais
- Koop Arponen
- Matti Raivio, fondeur finlandais, champion du monde en 1926